# جيروذ ستفني
جيروذ ستفني (الاسم العلمي: Neotoma stephensi) هي نوع من الحيوانات تتبع جنس الجيروذ من فصيلة الفأرية.